# アジリノマイシン
アジリノマイシン（英：Azirinomycin）は、Streptomyces aureusによって産生される分子式C4H5NO2の抗生物質でアジリン誘導体である。アジリノマイシンは1971年に初めて分離された。アジリノマイシンはその毒性のためヒトの医療では用いることはできない。